# Apixaban
Apixaban é um fármaco que age como inibidor direto do fator Xa.  Estudos demonstraram que o fármaco possui efetividade similiar à varfarina para controle de recorrência de evento tromboembólico, como acidente vascular cerebral em pacientes com fibrilação atrial não valvar.
O medicamento é aprovado pela Anvisa desde julho de 2011, pelo FDA em dezembro de 2012 e também foi liberado pela Agência Europeia de Medicamentos.